# Истмен, Чарльз Александр
Ча́рльз Алекса́ндр И́стмен (англ. Charles Alexander Eastman; 19 февраля 1858 — 8 января 1939) — один из первых индейских писателей, медик, собиратель фольклора, лектор и защитник прав коренных американцев. Был также известен под индейским именем Охайеза.

## Ранняя жизнь
Чарльз Истмен родился в резервации индейцев санти-сиу вблизи города Редвуд-Фолс, штат Миннесота. Его родителями были метиска Мэри Нэнси Истмен и вождь вахпетонов Много Молний. Бабушка Истмена по линии матери была дочерью вождя мдевакантонов и женой офицера армии США Сета Истмена.
При рождении он получил имя Хакада, что означает Прискорбный Последыш [младший сын]; имя связано с тем, что его мать, Мэри Нэнси Истмен, умерла при родах. Впоследствии, после одержанной победы в игре лакросс, Чарльз Истмен получил новое имя — Охайеза, Победитель.
Во время восстания санти-сиу в Миннесоте в 1862 году Охайеза вместе с бабушкой и дядей бежал в Манитобу и был разлучён с отцом. В течение 12 лет он жил в Канаде среди сиу. В 1874 году Охайеза воссоединился со своим отцом и старшим братом в Южной Дакоте. Много Молний участвовал в войне Воронёнка, попал в плен и провёл 12 лет в тюрьме города Давенпорт, штат Айова. Он принял христианство и взял себе имя Джейкоб Истмен. Последовав примеру отца и старшего брата, Охайеза тоже взял новое имя — Чарльз Александер Истмен.
Получив начальное образование в индейской школе, он продолжил образование в колледже, а затем поступил в Дартмутский университет, где в 1887 году получил степень бакалавра. В 1889 году Истмен окончил медицинскую школу при Бостонском колледже и получил профессию доктора, став первым индейским дипломированным врачом в США.

## Работа и карьера
Летом 1890 года, после окончания медицинской школы в Бостоне, Истмен устроился на работу в Бюро по делам индейцев и приехал в резервацию Пайн-Ридж, Южная Дакота, в должности врача. После событий на Вундед-Ни он посетил место, где развернулась трагедия и оказывал помощь раненым индейцам.
В резервации Истмен познакомился с Элейн Гудейл, социальным работником и учительницей, ставшей его женой. В 1892 году он со своей семьёй переехал в Сент-Пол (Миннесота), где работал врачом. Из-за предрассудков белых американцев, которые не верили, что индеец может обладать необходимой квалификацией для того, чтобы работать доктором, ему пришлось уехать.
В 1899 году Истмен знакомится с Гертрудой Симмонс Боннин, американской индейской писательницей из племени янктон-сиу, которая посоветовала ему писать рассказы и в следующем году он начинает свою писательскую деятельность. Истмен записывал воспоминания индейских старшин, дополняя их собственными воспоминаниями. Огромную помощь в работе над книгами индейскому писателю оказала его жена. Чарльз Истмен активно участвовал в создании движения бойскаутов в США.

## Поздние годы
В 1921 году Охайеза расстался со своей женой, хотя официально они так и не развелись. Он почти полностью прекратил свою деятельность, лишь иногда выступал с лекциями. Оставшуюся часть жизни Истмен провёл в Мичигане, поселившись на восточном берегу озера Гурон. Он умер от сердечного приступа 8 января 1939 года и был похоронен в Детройте.

## Публикации на русском языке
«Моё индейское детство» пер. с англ. С. Кублицкой-Пиоттух — М.: Восход, 2003 IBSN 5-93975-127-X